# Tasa de mutación

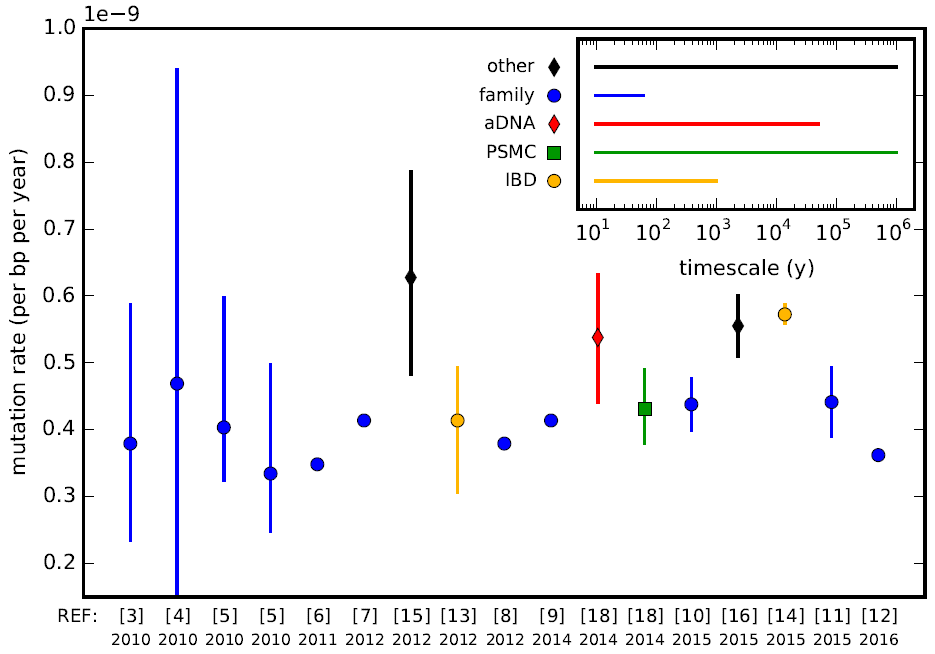
Estimaciones de la tasa de mutación del genoma humano. La tasa de mutación de la línea germinal humana es de aproximadamente 0.5 × 10 ^{−9} por par de bases por año.

En genética, la tasa de mutación es la frecuencia de nuevas mutaciones en un solo gen u organismo a lo largo del tiempo. Las tasas de mutación no son constantes y no se limitan a un solo tipo de mutación, por lo tanto, hay muchos tipos diferentes de mutaciones. Las tasas de mutación se dan para clases específicas de mutaciones. Las mutaciones puntuales son una clase de mutaciones que son cambios en una sola base. Las mutaciones con cambio de sentido y sin sentido son dos subtipos de mutaciones puntuales. La tasa de este tipo de sustituciones se puede subdividir en un espectro de mutación que describe la influencia del contexto genético en la tasa de mutación.
Hay varias unidades naturales de tiempo para cada una de estas tasas, y las tasas se caracterizan como mutaciones por par de bases por división celular, por gen por generación o por genoma por generación. La tasa de mutación de un organismo es una característica evolucionada y está fuertemente influenciada por la genética de cada organismo, además de una fuerte influencia del medio ambiente. Los límites superior e inferior a los que pueden evolucionar las tasas de mutación son objeto de una investigación en curso. Sin embargo, la tasa de mutación varía a lo largo del genoma. Sobre el ADN, el ARN o un solo gen, las tasas de mutación están cambiando.
Cuando la tasa de mutación en humanos aumenta, pueden ocurrir ciertos riesgos para la salud, por ejemplo, cáncer y otras enfermedades hereditarias. Tener conocimiento de las tasas de mutación es vital para comprender el futuro de los cánceres y muchas enfermedades hereditarias.

## Antecedentes
Las diferentes variantes genéticas dentro de una especie se conocen como alelos, por lo tanto, una nueva mutación puede crear un nuevo alelo. En genética de poblaciones, cada alelo se caracteriza por un coeficiente de selección, que mide el cambio esperado en la frecuencia de un alelo a lo largo del tiempo. El coeficiente de selección puede ser negativo, correspondiente a una disminución esperada, positivo, correspondiente a un aumento esperado, o cero, correspondiente a ningún cambio esperado. La distribución de los efectos de aptitud de las nuevas mutaciones es un parámetro importante en la genética de poblaciones y ha sido objeto de una extensa investigación. Aunque las mediciones de esta distribución han sido inconsistentes en el pasado, ahora se piensa generalmente que la mayoría de las mutaciones son levemente deletéreas, que muchas tienen poco efecto sobre la aptitud de un organismo y que algunas pueden ser favorables.
Debido a la selección natural, las mutaciones desfavorables generalmente se eliminarán de una población, mientras que los cambios favorables generalmente se mantienen para la siguiente generación, y los cambios neutrales se acumulan a la velocidad en que son creados por mutaciones. Este proceso ocurre por reproducción. En una generación en particular, el 'mejor ajuste' sobrevive con mayor probabilidad, pasando sus genes a su descendencia. El signo del cambio en esta probabilidad define las mutaciones como beneficiosas, neutrales o dañinas para los organismos.

## Medición
Las tasas de mutación de un organismo se pueden medir mediante varias técnicas.
Una forma de medir la tasa de mutación es mediante la prueba de fluctuación, también conocida como el experimento de Luria-Delbrück. Este experimento exhibe mutaciones en bacterias que ocurren en ausencia de selección en lugar de presencia de selección.
Esto es muy importante para las tasas de mutación porque demuestra experimentalmente que las mutaciones pueden ocurrir sin que la selección sea un componente; de hecho, la mutación y la selección son fuerzas evolutivas completamente distintas. Por lo tanto, las mutaciones ocurren al azar en todos los organismos (aunque diferentes secuencias de ADN pueden tener diferentes propensiones a mutar).
La clase de mutaciones que se mide con más frecuencia son las sustituciones, porque son relativamente fáciles de medir con análisis estándar de datos de secuencias de ADN. Sin embargo, las sustituciones tienen una tasa de mutación sustancialmente diferente (10−8 a 10−9 por generación para la mayoría de los organismos celulares) que otras clases de mutación, que con frecuencia son mucho más altas (~10−3 por generación para la expansión/contracción del ADN satélite).

### Tasas de sustitución
Muchos sitios en el genoma de un organismo pueden admitir mutaciones con pequeños efectos de aptitud. Estos sitios generalmente se denominan sitios neutrales. Teóricamente, las mutaciones sin selección se vuelven fijas entre organismos precisamente a la tasa de mutación. Las mutaciones sinónimas fijas, es decir, las sustituciones sinónimas, son cambios en la secuencia de un gen que no cambian la proteína producida por ese gen. A menudo se utilizan como estimaciones de esa tasa de mutación, a pesar de que algunas mutaciones sinónimas tienen efectos sobre la aptitud. A modo de ejemplo, las tasas de mutación se han inferido directamente de las secuencias del genoma completo de líneas replicadas de Escherichia coli B.

### Líneas de acumulación de mutaciones
Una forma particularmente laboriosa de caracterizar la tasa de mutación es la línea de acumulación de mutaciones.
Se han utilizado líneas de acumulación de mutaciones para caracterizar las tasas de mutación con el Método Bateman-Mukai y la secuenciación directa de, por ejemplo, bacterias intestinales, gusanos redondos, levaduras, moscas de la fruta, pequeñas plantas anuales.

## Variación en las tasas de mutación

El tiempo de generación afecta las tasas de mutación: los bambúes leñosos de larga vida (tribus Arundinarieae y Bambuseae) tienen tasas de mutación más bajas (ramas cortas en el árbol filogenético) que los bambúes herbáceos de rápida evolución (Olyreae).

Las tasas de mutación difieren entre especies e incluso entre diferentes regiones del genoma de una sola especie. Estas diferentes velocidades de sustitución de nucleótidos se miden en sustituciones (mutaciones fijas) por par de bases por generación. Por ejemplo, las mutaciones en el ADN intergénico, o no codificante, tienden a acumularse a un ritmo más rápido que las mutaciones en el ADN que se utiliza activamente en el organismo (expresión génica). Eso no se debe necesariamente a una tasa de mutación más alta, sino a niveles más bajos de selección purificadora. Una región que muta a una velocidad predecible es candidata para su uso como reloj molecular.
Si se supone que la tasa de mutaciones neutrales en una secuencia es constante (similar a un reloj), y si la mayoría de las diferencias entre especies son neutrales en lugar de adaptativas, entonces el número de diferencias entre dos especies diferentes puede usarse para estimar cuánto tiempo hace dos especies divergentes. De hecho, la tasa de mutación de un organismo puede cambiar en respuesta al estrés ambiental. Por ejemplo, la luz ultravioleta daña el ADN, lo que puede resultar en intentos propensos a errores de la célula para realizar la reparación del ADN.
La tasa de mutación humana es más alta en la línea germinal masculina (esperma) que en la hembra (óvulos), pero las estimaciones de la tasa exacta han variado en un orden de magnitud o más. Esto significa que un genoma humano acumula alrededor de 64 nuevas mutaciones por generación porque cada generación completa implica una serie de divisiones celulares para generar gametos. Se ha estimado que el ADN mitocondrial humano tiene tasas de mutación de ~3 × o ~2,7 × 10− 5 por base por generación de 20 años (según el método de estimación); se considera que estas tasas son significativamente más altas que las tasas de mutación genómica humana en ~2.5 × 10− 8 por base por generación. Utilizando los datos disponibles de la secuenciación del genoma completo, la tasa de mutación del genoma humano se estima de manera similar en ~1.1 × 10−8 por sitio por generación.
La tasa de otras formas de mutación también difiere mucho de las mutaciones puntuales. Un individuo de microsatélites locus a menudo tiene una tasa de mutación en el orden de los 10− 4, aunque esto puede diferir en gran medida con la longitud.
Algunas secuencias de ADN pueden ser más susceptibles a la mutación. Por ejemplo, los tramos de ADN en el esperma humano que carecen de metilación son más propensos a la mutación.
En general, la tasa de mutación en eucariotas unicelulares (y bacterias) es de aproximadamente 0,003 mutaciones por genoma por generación celular. Sin embargo, algunas especies, especialmente los ciliados del género Paramecium, tienen una tasa de mutación inusualmente baja. Por ejemplo, Paramecium tetraurelia tiene una tasa de mutación por sustitución de bases de ~ 2 ×10-11 por sitio por división celular. Esta es la tasa de mutación más baja observada en la naturaleza hasta ahora, siendo aproximadamente 75 veces más baja que en otros eucariotas con un tamaño de genoma similar, e incluso 10 veces más baja que en la mayoría de los procariotas. La baja tasa de mutación en Paramecium se ha explicado por su núcleo de línea germinal transcripcionalmente silencioso, consistente con la hipótesis de que la fidelidad de replicación es mayor a niveles más bajos de expresión génica.
Las tasas de mutación más altas por par de bases por generación se encuentran en los virus, que pueden tener genomas de ARN o ADN. Los virus de ADN tienen tasas de mutación entre 10− 6 a 10− 8 mutaciones por base por generación, y los virus de ARN tienen tasas de mutación entre 10− 3 a 10− 5 por base por generación.

## Espectro de mutación
El espectro de mutaciones de un organismo es la velocidad a la que se producen diferentes tipos de mutaciones en diferentes sitios del genoma. El espectro de mutación es importante porque la tasa por sí sola da una imagen muy incompleta de lo que está sucediendo en un genoma. Por ejemplo, las mutaciones pueden ocurrir a la misma velocidad en dos linajes, pero la velocidad por sí sola no nos dirá si las mutaciones son todas sustituciones de bases en un linaje y todas las reordenaciones a gran escala en el otro. Incluso dentro de las sustituciones de bases, el espectro todavía puede ser informativo porque una sustitución de transición es diferente de una transversión. El espectro de mutaciones también nos permite saber si las mutaciones ocurren en regiones codificantes o no codificantes.

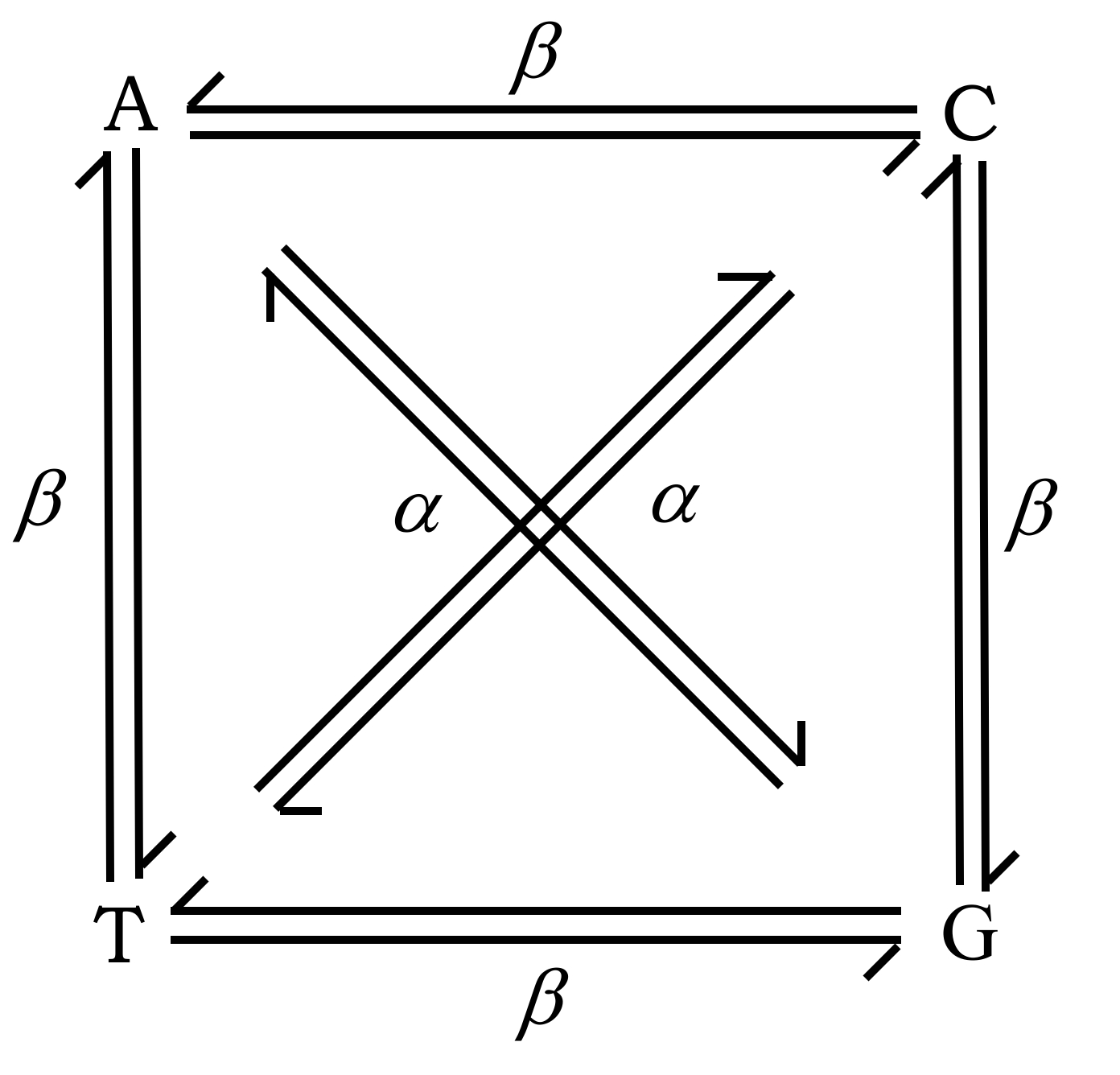
Transiciones (Alpha) y transversiones (Beta).

Existe una diferencia sistemática en las tasas de transiciones (Alfa) y transversiones (Beta).

## Evolución
La teoría sobre la evolución de las tasas de mutación identifica tres fuerzas principales involucradas: la generación de mutaciones más deletéreas con una mutación más alta, la generación de mutaciones más ventajosas con una mutación más alta y los costos metabólicos y tasas de replicación reducidas que se requieren para prevenir mutaciones. Se llegan a diferentes conclusiones en función de la importancia relativa atribuida a cada fuerza. La tasa de mutación óptima de los organismos puede determinarse mediante una compensación entre los costos de una tasa de mutación alta, como las mutaciones deletéreas, y los costos metabólicos de mantener los sistemas para reducir la tasa de mutación (como el aumento de la expresión de ADN enzimas de reparación o, según lo revisado por Bernstein et al. tienen un mayor uso de energía para la reparación, que codifican productos genéticos adicionales y/o que tienen una replicación más lenta). En segundo lugar, las tasas de mutación más altas aumentan la tasa de mutaciones beneficiosas y la evolución puede prevenir una disminución de la tasa de mutación para mantener tasas óptimas de adaptación. Como tal, la hipermutación permite que algunas células se adapten rápidamente a las condiciones cambiantes para evitar que toda la población se extinga. Por último, la selección natural puede no optimizar la tasa de mutación debido a los beneficios relativamente menores de reducir la tasa de mutación y, por lo tanto, la tasa de mutación observada es el producto de procesos neutrales.
Los estudios han demostrado que el tratamiento de virus de ARN como el poliovirus con ribavirina produce resultados consistentes con la idea de que los virus mutan con demasiada frecuencia para mantener la integridad de la información en sus genomas. Esto se denomina catástrofe de error.
La alta tasa de mutación del VIH (Virus de Inmunodeficiencia Humana) de 3 x 10−5 por base y generación, junto con su ciclo de replicación corto, conduce a una alta variabilidad antigénica, lo que le permite evadir el sistema inmunológico.